# Paul Verhoeven (regisseur)
Paul Verhoeven (Amsterdam, 18 juli 1938) is een Nederlandse filmregisseur. Zowel in eigen land als in de Verenigde Staten maakt hij films voor een groot publiek. In Nederland maakte hij Turks fruit, met 3,3 miljoen verkochte bioscoopkaartjes de best bezochte Nederlandse speelfilm. Hij won de Golden Globe 2016 voor beste buitenlandse film voor zijn Frans-Duitse film Elle.

## Levensloop
Verhoeven was het enig kind van de hoofdonderwijzer Wim Verhoeven en de hoedenmaakster Nel van Schaardenburg, die afkomstig waren uit Dordrecht. Het gezin woonde aanvankelijk in Slikkerveer, maar verhuisde in 1943 naar Den Haag, waar zijn vader senior hoofdonderwijzer werd aan de Van Heutszschool in het Bezuidenhout. De ouderlijke woning stond niet ver van de lanceerinstallaties van de Duitse V-2-raketten, die meer dan eens door de geallieerden werden gebombardeerd. Verhoeven heeft vaak opgemerkt dat de nabijheid van het oorlogsgeweld een onuitwisbare indruk op hem heeft gemaakt.
Verhoeven volgde het gymnasium aan het Gymnasium Haganum in Den Haag, en studeerde vanaf 1956 wiskunde en natuurkunde aan de Rijksuniversiteit Leiden, waar hij lid was van LSV Minerva en in 1960 kandidaats deed. In 1960 bezocht hij vervolgens de Filmacademie, maar hervatte daarna weer zijn studie in Leiden. In 1964 deed hij doctoraal wiskunde met bijvak natuurkunde..
Hij maakte in 1966 onbedoeld zijn vriendin zwanger, en omdat abortus destijds illegaal was dreigde hij een baantje als wiskundeleraar te moeten aannemen om in het levensonderhoud van vrouw en kind te kunnen voorzien. De gedachte hieraan maakte hem wanhopig, want hij wilde filmregisseur worden. Verhoeven raakte in een psychose. Om antwoorden te vinden bezocht hij bijeenkomsten van de Pinksterbeweging. Hij trouwde in 1967 met Martine Tours, met wie hij twee dochters kreeg.

## Nederlandse films
Verhoeven debuteerde in 1960 als regisseur met de korte film Eén hagedis teveel, en maakte tijdens het vervullen van zijn militaire dienstplicht de documentaire Het Korps Mariniers (1965). Toen hij de Marine had verlaten probeerde hij een Anton Wachter-film gefinancierd te krijgen. Hij maakte in 1968 voor de VPRO de documentaire Portret van Anton Adriaan Mussert over de NSB-leider Anton Mussert, die de VPRO pas in 1970 durfde uit te zenden, en kreeg vervolgens in 1969 landelijke bekendheid met de televisieserie Floris, tevens het begin van zijn lange samenwerking met scenarioschrijver Gerard Soeteman. Toen in datzelfde jaar de Nederlandse auteur Jan Wolkers zijn roman Turks fruit publiceerde, diende Verhoeven zich aan als kandidaat voor een verfilming, maar hij greep naast de filmrechten. In 1971 ging hij met producent Rob Houwer in zee voor Wat zien ik!? naar de roman van Albert Mol, met in de hoofdrollen Ronny Bierman en Sylvia de Leur. Dit regiedebuut met een lange speelfilm trok 2,5 miljoen bioscoopbezoekers.

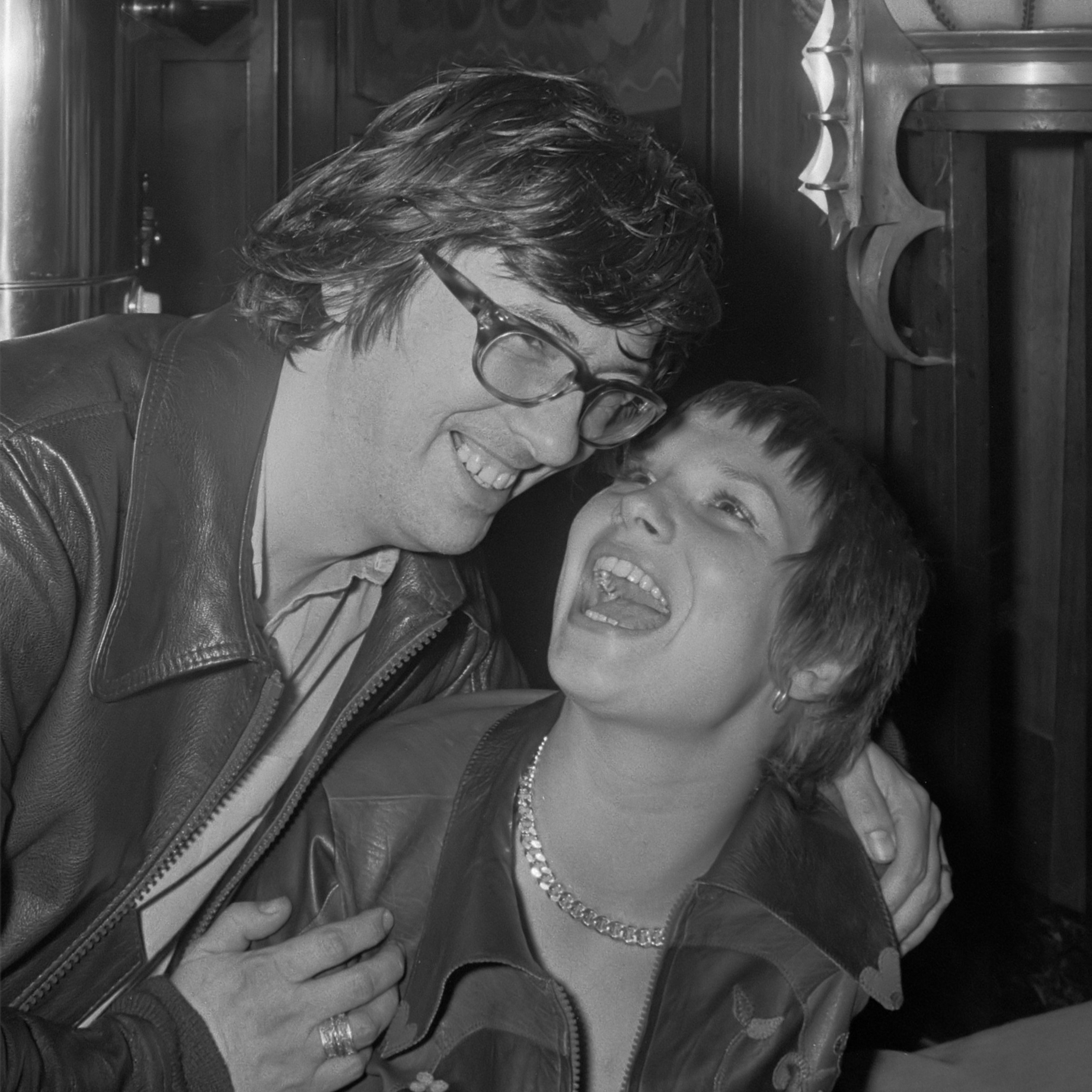
Paul Verhoeven en Monique van de Ven bij de première van Turks Fruit (1973)

Verhoeven wist Houwer ervan te overtuigen dat de film Turks fruit hun volgende project moest worden. Rutger Hauer en Willeke van Ammelrooy werden ingezet voor de hoofdrollen. De nog onbekende Monique van de Ven maakte tijdens een auditie voor een bijrol echter zoveel indruk dat zij de vrouwelijke hoofdrol kreeg. Met 3,3 miljoen verkochte bioscoopkaartjes is Turks fruit tot nog toe de best bezochte Nederlandse film. De film werd in 1974 genomineerd voor een Oscar voor beste niet-Engelstalige film, en kreeg na een publieksenquête tijdens het Nederlands Film Festival van 1999 een speciaal Gouden Kalf voor 'Beste Nederlandse film van de twintigste eeuw'. In 2007 werd de film toegevoegd aan de Canon van de Nederlandse film.
Verhoevens latere Nederlandse speelfilms, Keetje Tippel (1975) Soldaat van Oranje (1977) en De vierde man (1983), alle naar een scenario van Gerard Soeteman, waren zeer succesvol in de bioscoop. Alleen Spetters (1980), die na onenigheid tussen Verhoeven en Rob Houwer door Joop van den Ende werd geproduceerd, kwam door een grote budgetoverschrijding niet uit de kosten.

## Amerikaanse films
Soldaat van Oranje en De vierde man, die de prestigieuze Los Angeles Critics Award won, trokken de aandacht in de Verenigde Staten en na de Nederlands-Spaans-Amerikaanse coproductie Flesh & Blood (1985) vertrok Verhoeven naar Hollywood.
RoboCop (1987), Total Recall (1990) en Basic Instinct (1992) kregen positieve recensies en waren financieel zeer succesvol. Zo bracht het voor 49 miljoen dollar gemaakte Basic Instinct wereldwijd ruim 350 miljoen dollar op. Verhoeven heeft dit succes tot nu toe niet meer kunnen evenaren. Zijn volgende film, Showgirls (1995), werd door recensenten in de VS neergesabeld en scoorde er matig in de bioscopen, vanwege de funeste keuring met een ‘NC-17 rating’ (17 jaar en ouder). Door de relatief hoge video-opbrengsten van ruim honderd miljoen dollar was de film evenwel toch winstgevend en beslist geen financiële flop, zoals ten onrechte werd gerapporteerd. Deze film van Verhoeven ontving een recordaantal van zeven Golden Raspberry Awards, de jaarlijkse Hollywoodprijzen voor de slechtste filmprestaties van het jaar. Hij was de eerste filmmaker die zijn Frambozen (waaronder die voor Slechtste regisseur en Slechtste film) persoonlijk kwam ophalen.
Ondanks het publicitaire fiasco van Showgirls in de VS kreeg Verhoeven voor zijn volgende filmproject de beschikking over een productiebudget van 105 miljoen dollar. Maar zijn satirische science-fictionfilm Starship Troopers (1997) kwam alleen door de inkomsten van buiten de Verenigde Staten uit de kosten. Drie jaar later maakte de regisseur zijn laatste Amerikaanse speelfilm, Hollow Man (2000), die wereldwijd bijna 200 miljoen dollar opbracht (productiekosten: 95 miljoen dollar), maar die algemeen beschouwd wordt als mislukking. Zelf verklaarde Verhoeven dat hij deze film alleen maar maakte, omdat het de enige film was die hij van de grond kreeg.

## Terugkeer naar Nederland
In 2002 ontving Verhoeven tijdens het Festival van de Fantastische Film te Amsterdam de Lifetime Achievement Award. Op 1 juni 2004 werd hem de Bert Haanstra Oeuvreprijs uitgereikt. Verhoeven was toen al bezig met de productie van Zwartboek, zijn eerste Nederlandstalige speelfilm in ruim twintig jaar. De film ging op 14 september 2006 in de Nederlandse bioscopen in première en was op 31 januari 2007 door meer dan 1 miljoen toeschouwers bezocht.
Op 27 april 2007 werd Verhoeven benoemd tot Ridder in de Orde van de Nederlandse Leeuw.
Op 22 augustus 2010 maakte Verhoeven in het tv-programma Zomergasten bekend dat hij werkte aan 'De Stille Kracht', de verfilming van het gelijknamige boek van Louis Couperus. Het scenario was weer van Gerard Soeteman. Deze film kwam echter niet van de grond.
In 2011 en 2012 maakte Verhoeven Steekspel, via Entertainment Experience (een speelfilm gemaakt via crowdsourcing). Deze kreeg ook een bioscooprelease, maar trok slechts een handjevol bezoekers en was daarmee veruit zijn minst succesvolle film. Internationaal werd de film uitgebracht onder de naam Tricked, maar bleek daar ook niet succesvol.
Paul Verhoeven is, sinds de oprichting in 2014, lid van de Akademie van Kunsten.

## Biografie van Jezus
Verhoeven is van jongs af geïnteresseerd in de persoon van Jezus. In eerste instantie was hij van plan een film over hem te maken. Het onderzoeksmateriaal dat hij daarvoor nodig had, wilde hij bij de deskundigen van de zogeheten Leben-Jesu-Forschung (het historisch-kritische onderzoek naar Jezus) verkrijgen. Als gevolg hiervan werd hij in 1986 lid van het Jesus Seminar, een groep wetenschappers, theologen, exegeten en leken die tweemaal per jaar in Californië een conferentie belegden om te bepalen wat, volgens hen, in de evangeliën werkelijk op Jezus betrekking zou hebben en wat niet. Omdat Verhoeven meer geïnteresseerd raakte in de historische Jezus dan in het maken van een film over hem schreef hij in plaats daarvan een boek met zijn persoonlijke visie, gestaafd door literatuuronderzoek en Bijbelcitaten.
Daarin volgt hij grotendeels de lijn van de vrijzinnige opvattingen van het Jesus Seminar. Het beeld dat Verhoeven van Jezus schetst is dat van een volgeling van Johannes de Doper, die het ging om het spoedige aanbreken van het Koninkrijk der Hemelen - wat nooit is geschied -, terwijl hij een baanbrekende ethiek predikte. Door zijn geslaagde genezingen ging Jezus zichzelf meer en meer als uitverkorene zien. Jezus' beweging kreeg op het eind van zijn leven sterke politieke ondertonen, die tot zijn veroordeling bij verstek en executie leidden. Jezus' kruisdood ziet Verhoeven als niet van belang: Jezus is niet uit de dood opgestaan, er worden in de evangeliën volgens Verhoeven geen inhoudelijke relevante uitspraken van de opgestane Christus vermeld en zijn lichaam is volgens Verhoeven mogelijk door Maria Magdalena meegenomen. Het gaat volgens hem juist om Jezus' prediking van de naastenliefde.
In september 2008 verscheen het aangekondigde boek, getiteld Jezus van Nazareth - een realistisch portret. Hieraan was ook meegewerkt door Rob van Scheers, cultuurverslaggever voor het weekblad Elsevier en gastdocent aan de Universiteit Utrecht. Eerder schreef hij een biografie van Verhoeven, die in het Verenigd Koninkrijk verscheen en later in een Nederlandse versie.
Over zijn Jezus-boek verscheen op 11 september 2008 in het christelijk dagblad Trouw een interview met Verhoeven, waarin hij aan de tand werd gevoeld over zijn onorthodoxe kijk op deze Bijbelse figuur, en tevens een commentaar van de theoloog Cees den Heyer, die onder meer opmerkt: "De verfilming schijnt al door het papier heen." Hierna verschenen ook twee interviews met Verhoeven over zijn boek, gelijktijdig in de opinieweekbladen Vrij Nederland en Elsevier.

## Golden Globe metElle
In 2016 kwam zijn Frans-Duitse film Elle uit. Het won een Golden Globe voor beste buitenlandse film van 2016. De film was de officiële Franse inzending voor een Oscar voor beste niet-Engelstalige film, maar werd niet genomineerd.

## Grootste Nederlander-verkiezing 2004
In 2004 eindigde Verhoeven op nr. 97 tijdens de verkiezing van de Grootste Nederlander.

## Filmografie
- 1959 - Kopjes Koffie[17] (kort)
- 1960 - Eén hagedis teveel (kort)
- 1961 - Niets bijzonders (kort)
- 1962 - De lifters (kort)
- 1963 - Feest (kort)
- 1965 - Het Korps Mariniers (documentaire)
- 1968 - Portret van Anton Adriaan Mussert (documentaire)
- 1969 - Floris (televisieserie)
- 1970 - De worstelaar (kort)
- 1971 - Wat zien ik!?
- 1973 - Turks fruit
- 1975 - Keetje Tippel
- 1977 - Soldaat van Oranje
- 1980 - Spetters
- 1981 - Voorbij, voorbij (televisiefilm)
- 1983 - De vierde man
- 1985 - Flesh & Blood
- 1987 - RoboCop
- 1990 - Total Recall
- 1992 - Basic Instinct
- 1995 - Showgirls
- 1997 - Starship Troopers
- 2000 - Hollow Man
- 2006 - Zwartboek
- 2011 - Steekspel
- 2016 - Elle
- 2021 - Benedetta

## Boeken
- met andere auteurs: Showgirls: Portrait of a Film, Newmarket Pictorial Moviebook, 1995, ISBN 978-1557042538
- Jezus van Nazareth, in samenspraak met Rob van Scheers, uitg. Meulenhoff, Amsterdam, 2008, ISBN 978-90-290-7891-7
- Jesus of Nazareth, Seven Stories Press, 2010, vertaald door Susan Massotty, ISBN 1583229051, ISBN 978-1583229057
- Volgens Verhoeven, Op stap door de filmgeschiedenis met Paul Verhoeven, in samenspraak met Rob van Scheers, Bezige Bij, 2012, ISBN 978-9023472537
- Meer Verhoeven, Op stap door de filmgeschiedenis met Paul Verhoeven, in samenspraak met Rob van Scheers, Bezige Bij, 2014, ISBN 978-90-234-8386-1

## Biografie
- Rob van Scheers, Paul Verhoeven: De Geautoriseerde Biografie, Uitgeverij Bijleveld, 1996, ISBN 9789061318927
- Rob van Scheers, Paul Verhoeven; een filmersleven, Podium uitgeverij, 2017, ISBN 9789057598296

## Prijzen
Gewonnen
- Locarno Prize of the Ecumenical Jury, 1963
- LAFCA Award, 1979
- Toronto International Critics' Award, 1983
- Saturn Award, 1987
- Special Jury Award Avoriaz, 1984
- LAFCA Award, 1984
- Gouden Kalf, 1985, 1992, 1999, 2006
- Sitges Best Director, 1987
- C.S.T. Award, 1988
- Readers' Choice Award, 1989
- Razzie Award, 1996
- Locarno Audience Award, 2000
- Locarno Leopard of Honor, 2000
- Grolsch Film Boulevard, 2000
- Lifetime Achievement Award, 2002
- Sitges Honorary Grand Prize, 2006
- Venice Young Cinema Award, 2006
- Rembrandt Award, 2007, 2008
- Louis Hartlooperprijs 2013
- voor Elle in 2017 een Golden Globe, César, de Mejor Película Europea, Spaanse Goya voor de beste Europese film en de Prix Lumières.

Genomineerd
- Saturn Award, 1991, 1993, 1998
- Grand Prize Avoriaz, 1984
- BAFTA Film Award, 2007
- Video Premiere Award, 2001
- Daytime Emmy, 2001
- European Film Awards, 2007
- International Fantasy Film Award, 1986
- FCCA Award, 2008
- Sitges Best Film, 1987
- Venice Golden Lion, 2006